# Erigone bhamoensis
Erigone bhamoensis là một loài nhện trong họ Linyphiidae.
Loài này thuộc chi Erigone. Erigone bhamoensis được Tord Tamerlan Teodor Thorell miêu tả năm 1898.